# Borîsivka, Illinți
Borîsivka (în ucraineană Борисівка) este un sat în orașul raional Illinți din raionul Illinți, regiunea Vinnița, Ucraina.

## Demografie
Componența lingvistică a localității Borîsivka
     Ucraineană (100%)
Conform recensământului din 2001, toată populația localității Borîsivka era vorbitoare de ucraineană (100%).